# Manhattan Melodrama
 Manhattan Melodrama és una pel·lícula estatunidenca dirigida per W.S. Van Dyke, estrenada el 1934.

## Argument
Clark Gable, William Powell, i Myrna Loy protagonitzen en aquesta pel·lícula sobre bons amics que van a parar a diferents costats de la llei i s'enamoren amb la mateixa dona, Eleanor Packer. Un jove Blackie Gallagher (Mickey Rooney) i Jim Wade són orfes alhora i són adoptats pel mateix pare, però tenen aspiracions molt diferents. Un treballador Wade (Powell) puja cap amunt fins a arribar a ser el fiscal local, mentre que Blackie (Gable) viu de les apostes.

## Repartiment
- Clark Gable: Edward J. 'Blackie' Gallagher
- William Powell: James W. 'Jim' Wade
- Myrna Loy: Eleanor Packer
- Leo Carrillo: El pare Joe Patrick
- Nat Pendleton: Spud 'Spuddie'
- George Sidney: Poppa Rosen
- Isabel Jewell: Annabelle
- Muriel Evans: Tootsie Malone
- Thomas E. Jackson: Richard Snow
- Isabelle Keith: Miss Adams
- Mickey Rooney: Blackie, de nen
- Shirley Ross: La cantant del «Cotton Club»

## Premis
- 1935: Oscar al millor guió original per Arthur Caesar.

## Al voltant de la pel·lícula
Manhattan Melodrama  és famosa per haver costat la vida al gàngster John Dillinger que era un gran admirador de l'actriu Myrna Loy. Sortint de la sessió de la pel·lícula en el cinema Biograph de Chicago, Dillinger va ser abatut per agents del FBI, anomenats els G-Men. Un extracte de la pel·lícula és visible a Public Enemies (Michael Mann, 2009), en la seqüència que narra la mort de John Dillinger.